# Mestre
Mestre je grad u Venetu, u sjevernoj Italiji, i jedna od velikih župa (frazione) grada Venecije. Smješten je na kopnu, zajedno sa susjednim župama Marghera, Chirignago, Favaro Veneto i Zelarino. U Mestrima živi oko 170.000 stanovnika.
Grad je povezan s Venecijom velikim željezničkim i cestovnim mostom, zvanim Ponte della Libertà (Most Slobode).
Mestre je najveći grad u Italiji koji nema status autonomne Comune (grada).

## Povijest
Prema legendi, Mestre je osnovao Mesteles, pratilac antičkog junaka Antenora, bjegunca iz Troje koji je osnovao Padovu. 
Stvarno porijeklo naselja nije baš potpuno jasno, zna se da je rimski oppidum (tvrđava) bila na području Mestra, kao i to da je srušena za Atile, kao i to daje vjerojatno obnovljena u 10. stoljeću.
Prvi pisani spomen na Mestre, je u carskoj diplomi, kojom je car Oton III., darovao Rambaldu, grofu od Trevisa, zemlje na području pod nazivom Mestre. 1152. godine, Papa Eugen III. svojom bulom (poveljom) priznaje biskupa od Trevisa kao nominalnog gospodara Mestra, u istom dokumentu navodi se postojanje Crkve Svetog Lovre, Kastel i Luka. 1257. godine biskupa je tu privilegiju ustupio Albericu da Romanu.
Od brzog ekonomskog rasta Venecije, naročito je profitirala luka u Mestrima, koja je bila prirodna veza Venecije s kopnom.
1274. godine, izgorio je kaštel u Mestrima, tako da su se njegovi stanovnici preselili u obližnji Castelnuovo (Novi kaštel). Od starog kaštela danas nema nikakvih tragova.
Velikaška porodica Scaliger iz Verone zauzela je Mestre i susjedni Treviso 1323. godine. Mlečani, bojeći se širenja veronske vlasti na ozemlju u svojoj neposrednoj blizini, nanovo su osvojili Mestre 29. rujna 1337. godine. Ubrzo po ponovnoj uspostavi svoje vlasti, izgradili su umjetni kanal kako bi si olakšali prijevoz robe i ljudi.
Venecijanska dominacija nad Mestrima okončana je 16. srpnja 1797. godine. 1808. godine, građani Mestra, u skladu s tekovinama francuske revolucije, organizirali su se kao slobodna komuna. 
Nakon toga grad je došao prvo pod austrijsku a potom pod talijansku vlast. Status grada Mestre su dobile tek 1923. No nakon svega tri godine, kraljevskim ukazom  Mestre su, uz neke druge susjedne gradove: Chirignago, Zelarino i Favaro Veneto pripojene gradu Veneciji.
Tijekom 1960-ih i 1970-ih,  Mestre su doživjele veliki porast stanovništva, jer su se u gradu i okolici  (Marghera) ubrzano gradili veliki industrijski pogoni.

## Gradske znamenitosti
- Katedrala Sv. Lovre (17. stoljeće)
- Palazzo da Re
- Torre dell'Orologio (Toranj sa satom, iz 1108.)
- Palazzo podestarile (Palača podeste)
- Provvedaria
- Orto Botanico Locatelli, mali botanički vrt

### Strani konzulati
U Mestrima rade sljedeći konzulati:
- , Kazahstan, via San Pio X;
- , Makedonija, via F. Linghindal;
- , Malta, piazale L. Da Vinci;
- , Ujedinjeno Kraljevstvo, piazale Donatori di Sangue;
- Švedska, viale L. Einaudi;
- , SAD, viale G. Galilei.

## Vajske poveznice
- Službene stranice komune Venecija (tal.), (engl.)
- Mestre Novecento (tal.)
- Mestre  Arhivirana inačica izvorne stranice od 11. ožujka 2011. (Wayback Machine) (tal.), (engl.)